# Барбанель, Юрий Абрамович
Юрий Абра́мович Барбане́ль (8 апреля 1935, Ленинград — 2 августа 2016, Санкт-Петербург) — советский и российский химик, внёсший значительный вклад в развитие координационной химии f-элементов в расплавах.

## Биография
Родился в 1935 году в Ленинграде. В 1959 году окончил с отличием химический факультет Ленинградского государственного университета. По окончании Университета был направлен в Радиевый институт им. В. Г. Хлопина. Кандидат наук с 1964 году (научный руководитель — выдающийся советский химик И. Е. Ста́рик), доктор наук с 1992 года. С 1992 года — ведущий научный сотрудник института им. Хлопина. Автор свыше 100 научных публикаций.

### Научная деятельность
Ю. А. Барбанелем был предложен существенно новый вариант физико-химического анализа растворов и разработаны оригинальные методы обработки спектров фотометрических данных, позволяющие установить состав химических соединений: «метод относительного выхода» (метод Ста́рика — Барбанеля) и «метод дифференциальных спектров».
В 1970-е годы Ю. А. Барбанель на основе изучения координационных свойств актиноидов и лантаноидов в галогенидных расплавах заложил основы современной координационной химии f-элементов в расплавах. Была создана методика высокотемпературной спектроскопии трансурановых элементов в расплавах.
В 1970—1980-е годы работы Ю. А. Барбанеля инициировали другое научное направление — исследование оптических спектров и электронного строения трёхвалентных f-ионов (актиноидов и лантаноидов) в матрицах идеальной кубической симметрии.
В более поздних публикациях Ю. А. Барбанель развивал новые аспекты спектроскопии высокосимметричных систем. В частности, им были обнаружены и исследованы люминесцентные свойства америция и кюрия в оптических центрах идеальной октаэдрической симметрии (кристаллы типа эльпасолита, выращенные из расплавов).
Барбанелем выдвигалась концепция нефелоксетического ряда систем (что позволяет ранжировать химические соединения и матрицы по степени вовлечённости f-оболочки во взаимодействие с лигандами) и устанавливалась корреляция между нефелоксетическим эффектом и сверхчувствительностью оптических переходов в спектрах актиноидов.